# Būrā Sarā
Būrā Sarā (persiska: بورا سرا, Būrah Sarā) är en ort i Iran.   Den ligger i provinsen Gilan, i den nordvästra delen av landet, 300 km nordväst om huvudstaden Teheran. Antalet invånare är 772.
Terrängen runt Būrā Sarā är kuperad västerut, men österut är den platt.  Närmaste större samhälle är Līsār, 4,8 km söder om Būrā Sarā. Trakten runt Būrā Sarā består till största delen av jordbruksmark.